# ویکین‌رانتا
ویکین‌ْرانْتا (به فنلاندی: Viikki) یک منطقهٔ مسکونی در فنلاند است که در هلسینکی واقع شده‌است. ویکین‌رانتا ۸٫۰۵ کیلومتر مربع مساحت و ۵٬۴۹۴ نفر جمعیت دارد.